# Génicourt
Génicourt és un municipi francès, situat al departament de Val-d'Oise i a la regió de Illa de França. L'any 2007 tenia 509 habitants.
Forma part del cantó de Pontoise, del districte de Pontoise i de la Comunitat de comunes Sausseron Impressionnistes.

## Demografia

### Població
El 2007 la població de fet de Génicourt era de 509 persones. Hi havia 177 famílies, de les quals 30 eren unipersonals (15 homes vivint sols i 15 dones vivint soles), 58 parelles sense fills, 81 parelles amb fills i 8 famílies monoparentals amb fills.
La població ha evolucionat segons el següent gràfic:
Habitants censats

### Habitatges
El 2007 hi havia 189 habitatges, 184 eren l'habitatge principal de la família, 1 era una segona residència i 4 estaven desocupats. 174 eren cases i 14 eren apartaments. Dels 184 habitatges principals, 161 estaven ocupats pels seus propietaris, 21 estaven llogats i ocupats pels llogaters i 2 estaven cedits a títol gratuït; 5 tenien una cambra, 12 en tenien dues, 16 en tenien tres, 40 en tenien quatre i 112 en tenien cinc o més. 165 habitatges disposaven pel capbaix d'una plaça de pàrquing. A 67 habitatges hi havia un automòbil i a 108 n'hi havia dos o més.

### Piràmide de població
La piràmide de població per edats i sexe el 2009 era:
| Homes | Edats   | Dones |
| ----- | ------- | ----- |
| 0     | 95 o +  | 0     |
| 0     | 90 a 94 | 0     |
| 0     | 85 a 89 | 4     |
| 0     | 80 a 84 | 0     |
| 4     | 75 a 79 | 12    |
| 4     | 70 a 74 | 0     |
| 12    | 65 a 69 | 0     |
| 12    | 60 a 64 | 12    |
| 8     | 55 a 59 | 4     |
| 28    | 50 a 54 | 28    |
| 40    | 45 a 49 | 36    |
| 28    | 40 a 44 | 28    |
| 12    | 35 a 39 | 12    |
| 20    | 30 a 34 | 24    |
| 12    | 25 a 29 | 12    |
| 24    | 20 a 24 | 12    |
| 16    | 15 a 19 | 32    |
| 16    | 10 a 14 | 28    |
| 20    | 5 a 9   | 16    |
| 20    | 0 a 4   | 8     |

## Economia
El 2007 la població en edat de treballar era de 386 persones, 313 eren actives i 73 eren inactives. De les 313 persones actives 293 estaven ocupades (148 homes i 145 dones) i 22 estaven aturades (11 homes i 11 dones). De les 73 persones inactives 20 estaven jubilades, 39 estaven estudiant i 14 estaven classificades com a «altres inactius».

### Ingressos
El 2009 a Génicourt hi havia 186 unitats fiscals que integraven 508,5 persones, la mediana anual d'ingressos fiscals per persona era de 26.903 €.

### Activitats econòmiques
Dels 44 establiments que hi havia el 2007, 2 eren d'empreses de fabricació d'altres productes industrials, 7 d'empreses de construcció, 11 d'empreses de comerç i reparació d'automòbils, 5 d'empreses de transport, 1 d'una empresa d'hostatgeria i restauració, 1 d'una empresa d'informació i comunicació, 1 d'una empresa financera, 3 d'empreses immobiliàries, 8 d'empreses de serveis, 3 d'entitats de l'administració pública i 2 d'empreses classificades com a «altres activitats de serveis».
Dels 11 establiments de servei als particulars que hi havia el 2009, 3 eren tallers de reparació d'automòbils i de material agrícola, 1 taller d'inspecció tècnica de vehicles, 1 establiment de lloguer de cotxes, 1 paleta, 2 fusteries, 1 electricista i 2 restaurants.
L'any 2000 a Génicourt hi havia 6 explotacions agrícoles.

## Equipaments sanitaris i escolars
El 2009 hi havia una escola elemental.

## Poblacions més properes
El següent diagrama mostra les poblacions més properes.